# TJ Sokol Kbely

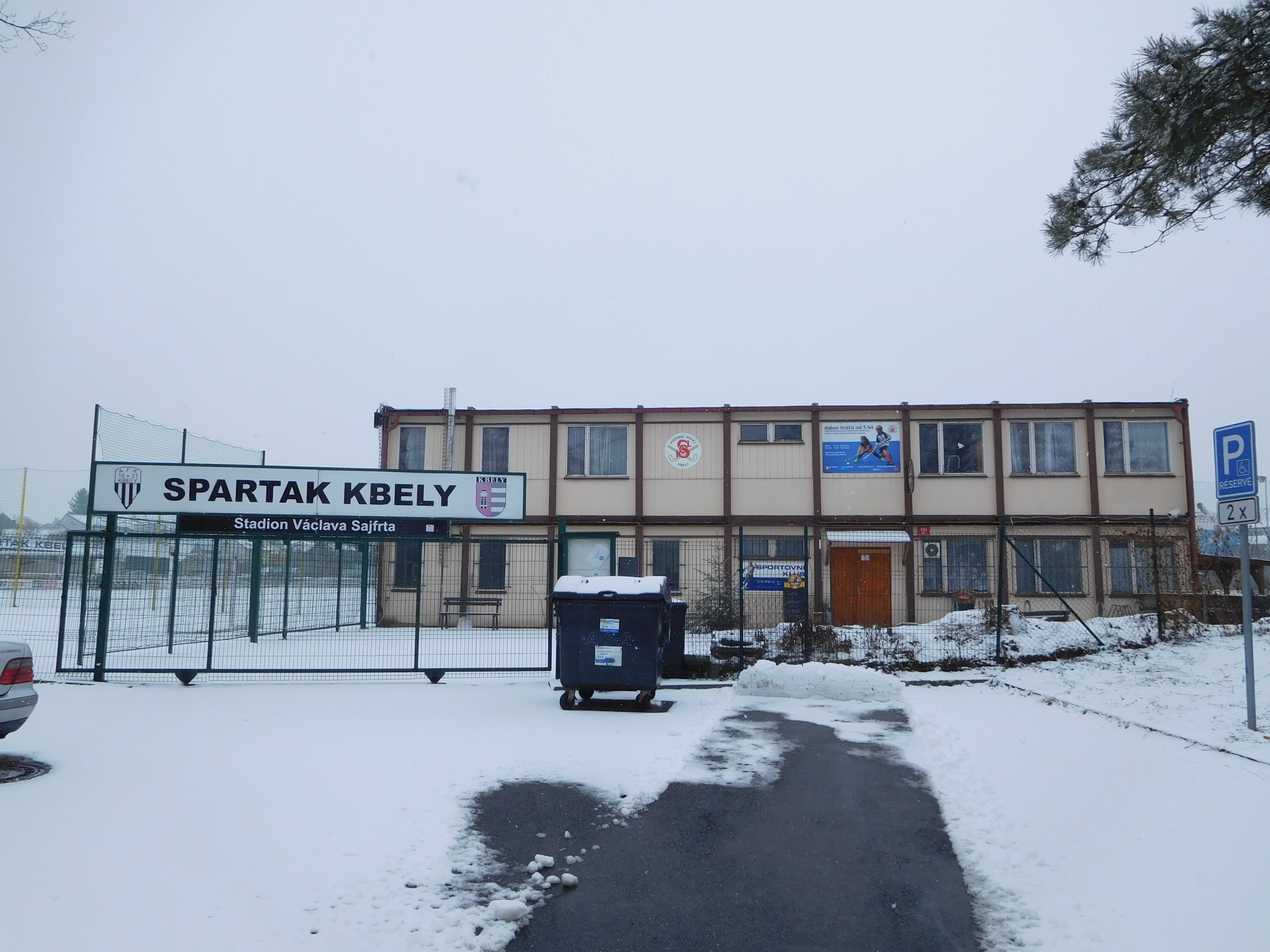
TJ Sokol Kbely, hřiště na fotbal, pozemní hokej a malý fotbal

Sokol Kbely je tělocvičná jednota v pražské části Kbely.

## Historie TJ Sokol Kbely
Kbelská Tělocvičná jednota Sokol byla založena v roce 1912. Přesněji valná hromada tohoto spolku proběhla dne 18. srpna 1912 v hostinci U Suldovských a zúčastnilo se jí jedenadvacet zakládajících členů. Této valné hromadě však předcházely ještě tři přípravné schůze, a to ve dnech 2., 11. a 21. července. S datem 3. srpna 1912 vystavilo C. a k. místodržitelství pro království České se sídlem v Karlíně listinu stvrzující ustavení spolku Tělocvičná jednota Sokol ve Kbelích na jméno Antonína Svobody, tamního sládka. Valná hromada zvolila prvním starostou Sokola právě toho Antonína Svobodu a zvolila ho jednohlasně. Jeho zástupcem se stal František Suchý, náčelníkem Jan Zeithamer a do výboru pak bylo ještě zvoleno dalších osm členů. Na valné hromadě byly také stanoveny výše členských příspěvků, a na tu dobu šlo o částky nemalé. Zakládající členové platili sto korun ročně, přispívající členové sedm korun za rok, činní sokolové 30 korun měsíčně stejně jako ženy a žactvo o deset korun méně.
Zde se také rozhodlo, že kbelská tělocvičná jednota bude zařazena do Sokolské župy Barákovy, která ji přijala oznámením z 11. září 1912, mimochodem stále uchovávaným nynějšími členy spolku. Je v něm napsáno: „Bratří! Ohledně Vaší žádosti stran přijetí do župního svazku usneseno ve schůzi předsednictva dne 5. září t.r. toto doporučiti župnímu výboru ke kladnému vyřízení…“

Sokolové tedy mohli pracovat, ale začátky nebyly nikterak snadné. Ve Kbelích totiž chybělo místo, kde by mohli svoji činnost provozovat. Jako útočiště cvičencům musely posloužit sály zdejších hostinců. A tak například do září roku 1922 se cvičilo v hostinci U Suldovských, potom přibližně tři roky U Mornsteinů a dále v hostinci U Krausů.

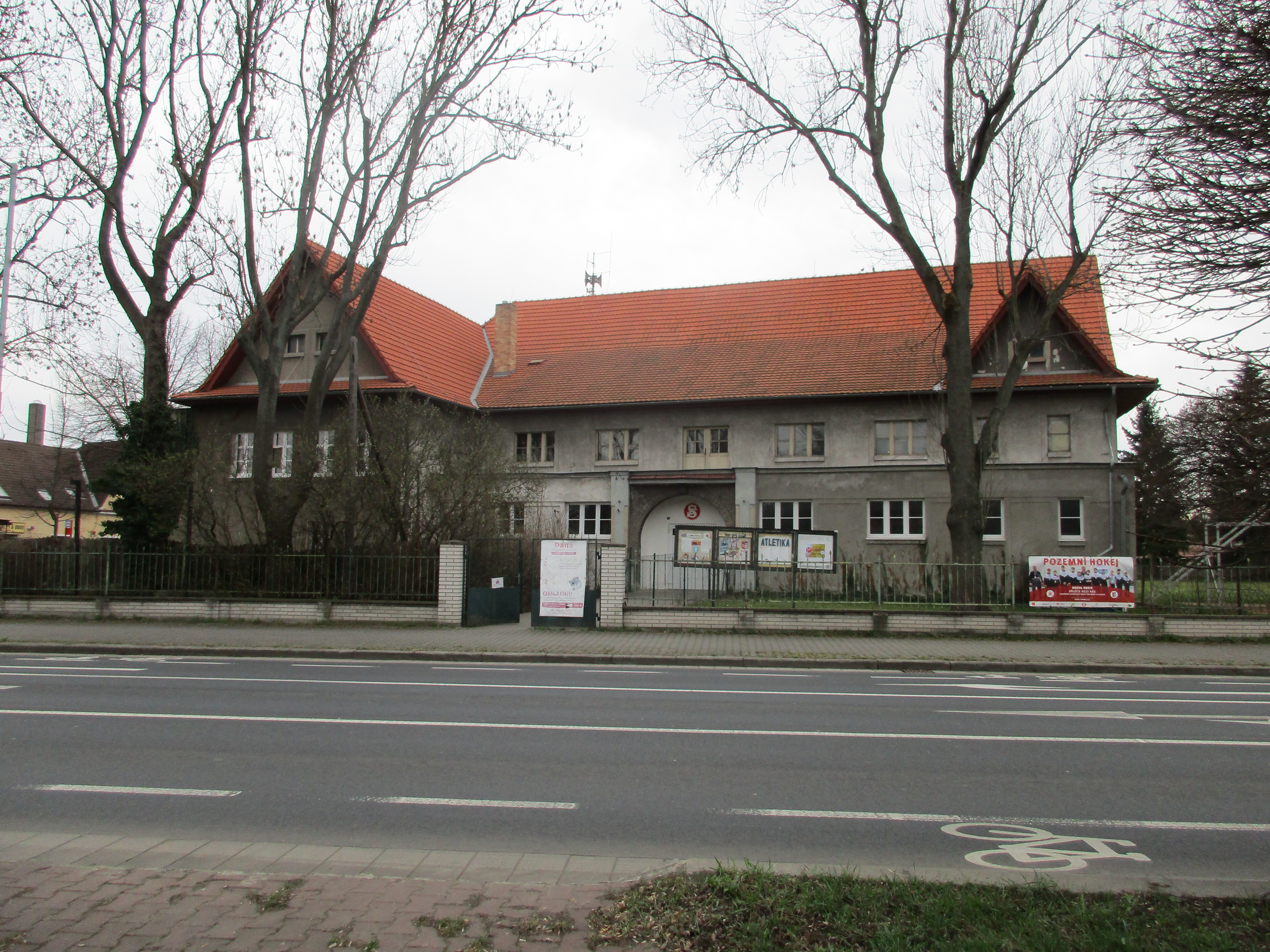
Sokolovna Kbely

O sokolské hnutí a činnost spolku byl mezi občany velmi značný zájem, což dokládá i založení ženského odboru, a tak se poměrně brzy muselo začít uvažovat o stavbě nové sokolovny. Stavební odbor Sokola pod vedením Aloise Millera začal pracovat už v roce 1922. Pět let poté byl slavnostně položen základní kámen nové kbelské sokolovny. Tato slavnost proběhla dne 17. dubna 1927 za účasti bratrských jednot a jiných spolků a korporací. Obcí prošel početný průvod, proneseny byly projevy a den zakončila veselice U Karbidů, kde vyhrávala kapela TJ Sokol Hloubětín.
Stavělo se na pozemku, kde dříve bylo pole a který jeden z kbelských sedláků sokolům věnoval a stavělo se rychle. Už na podzim roku 1927 byla sokolovna otevřena.
Sokol však nepěstoval pouze kulturu těla, jeho posláním byla také výchova k vlastenectví a vzdělávání členů. Však také kbelští sokolové hráli divadlo, pořádali přednášky a dokonce měli vlastní spolkovou knihovnu.
Ve 30. letech minulého století se obec začala rozrůstat a tím také přibývali noví členové. Nacvičovalo se na sokolské akademie a slety. Právě v tomto období se objevují první snahy o diferenciaci sportů a malé skupinky členů se začaly více věnovat třeba atletice, odbíjené nebo basketbalu.
Sokolovna však nesloužila pouze pro členy. Ve druhé polovině třicátých let 20. století zde začalo fungovat veřejné kino. Promítalo se vždy v pátek, sobotu a neděli a vybrané vstupné bylo použito pro potřeby spolku. Kino zde zůstalo i během 2. světové války a také v době po jejím ukončení.
Vraťme se do osudového roku 1939, s ním přišla okupace Československé republiky. Vznikl protektorát Čechy a Morava a nedlouho poté byla zakázána spolková činnost a tím také Sokol. Zajímavé je, že právě v době protektorátu byla ke kbelské sokolovně přistavěna další část budovy a tím se značně zvětšila její kapacita.
Skončila druhá světová válka a původní členové sokola okamžitě začali pracovat, aby obnovili svoji jednotu. Opět se zahájilo cvičení a nejdůležitějším úkolem byla příprava sokolského sletu v roce 1948. Nikdo v té době netušil, že to na dlouhé desítky let bude slet poslední.
Po únorovém převratu již Tělocvičná jednota Sokol neměla dlouhého trvání a její činnost byla znovu zakázána, tentokrát nikoli nacisty ale novým komunistických režimem, který se rozhodl že tělovýchova bude jednotná.
Fungující sportovní oddíly tělocvičné jednoty byly převzaty továrnou PAL a sportovalo se pod názvem TJ Spartak PAL Kbely, později jenom TJ Spartak Kbely, to v době, kdy se jednotlivé oddíly staly součástí československého svazu tělesné výchovy.
V té době ve Kbelích byly v činnosti oddíly košíkové, volejbalu, lehké atletiky, ale také se tady hrály šachy pod vedením Oldřicha Votického, šachový oddíl ukončil svoji činnost v roce 1992. Pracoval zde i velmi početný oddíl turistiky a orientačního běhu, jehož zakladateli byli Miroslav Škorpil a Václav Šedivý.
Po roce 1989 se tedy vlastně TJ Sokol Kbely zakládala znovu úplně od začátku, protože skoro padesátiletá přestávka znamenala velké obtíže a také podmínky pro sokolské hnutí byly v nové době zcela jiné.
Dnes ve Kbelích pod Tělocvičnou jednotou Sokol sportuje kolem čtyř stovek členů a pracuje zde pět oddílů: kromě sokolské všestrannosti jsou to pozemní hokej, stolní tenis, basketbal a atletika. V roce 2004 zde bylo vybudováno hřiště s umělým povrchem.